# 2020年美國聯盟外卡系列賽
2020年美國聯盟外卡晉級賽（2020 American League Wild Card Series），是由美國聯盟3個分區戰績前兩名的球隊與剩下戰績最好的兩支球隊，進行一個三戰兩勝制的外卡賽，勝者晉級2020年美國聯盟分區賽。
參賽的8支球隊是：
- (1)坦帕灣光芒（美聯東區冠軍，40勝20敗）對上(8)多倫多藍鳥（外卡第二名，32勝28敗）
- (2)奧克蘭運動家（美聯西區冠軍，36勝24敗）對上(7)芝加哥白襪（外卡第一名，35勝25敗）
- (3)明尼蘇達雙城（美聯中區冠軍，36勝24敗）對上(6)休士頓太空人（美聯西區亞軍，29勝31敗）
- (4)克里夫蘭印地安人（美聯中區亞軍，35勝25敗）對上(5)紐約洋基（美聯東區亞軍，33勝27敗）

這是大聯盟首度在大聯盟擴張外卡賽事，而因應COVID-19疫情，分區賽的比賽場地皆在戰績較佳的球隊主場。

## 多倫多藍鳥對坦帕灣光芒
| 場次 | 客隊       | 比分 | 主隊       | 日期    | 場地             | 備註  |
| ---- | ---------- | ---- | ---------- | ------- | ---------------- | ----- |
| 1    | 多倫多藍鳥 | 1：3 | 坦帕灣光芒 | 9月29日 | 純品康納室內球場 | [ 1 ] |
| 2    | 多倫多藍鳥 | 2：8 | 坦帕灣光芒 | 9月30日 | 純品康納室內球場 | [ 2 ] |

### 9月29日 第一場
佛羅里達州，坦帕灣，純品康納室內球場
| 多倫多藍鳥 | 0 | 0 | 0 | 0 | 0 | 0 | 0 | 1 | 0 | 1 | 5 | 0 |
| 坦帕灣光芒 | 0 | 0 | 0 | 1 | 0 | 0 | 2 | 0 | X | 3 | 4 | 0 |
| 勝投： 布萊克·史涅爾 (1–0) 敗投： 羅比·瑞伊 (0–1) 救援成功： Pete Fairbanks (1) 全壘打： 藍鳥：無 光芒：Manuel Margot (7下,2分) |   |   |   |   |   |   |   |   |   |   |   |   |

第一場比賽，光芒派出王牌布萊克·史涅爾對決藍鳥隊的Matt Shoemaker。而史涅爾成功發揮王牌本色，前五局投出無安打。不過光芒隊也受制於Shoemaker，前三局也沒有攻下分數。
4局上，藍鳥換上羅比·瑞伊，結果開局就被藍迪·亞羅薩倫納敲出三壘安打，隨後又投出暴投失掉分數。
6局上，藍鳥隊21歲的捕手亞歷杭德羅·柯克終於敲出藍鳥隊的第一支安打，不過最後也沒能得分。7局下，生涯首度在季後賽出場的Manuel Margot敲出了2分砲，幫助光芒取得3比0領先。
7局上，藍鳥隊2出局攻佔一二壘，不過喬·潘尼克的一記強勁平飛球被游擊手威利·亞達梅斯接殺，結束藍鳥攻勢。8局上，波·比薛特敲出高飛犧牲打幫助藍鳥打破鴨蛋。
雖然藍鳥在9局上靠著小勞德斯·古力歐的長打和投手暴投站上三壘。不過喬·潘尼克還是沒能把握機會，他敲出高飛球被接殺結束比賽。最後光芒3比1拿下第一勝。

### 9月30日 第二場
佛羅里達州，坦帕灣，純品康納室內球場
| 多倫多藍鳥 | 0 | 0 | 1 | 0 | 1 | 0 | 0 | 0 | 0 | 2 | 7  | 2 |
| 坦帕灣光芒 | 1 | 6 | 1 | 0 | 0 | 0 | 0 | 0 | X | 8 | 12 | 0 |
| 勝投： 泰勒·格拉斯諾 (1–0) 敗投： 柳賢振 (0–1) 全壘打： 藍鳥：丹尼·簡森 2 (3上,1分、5上,1分) 光芒：麥克·祖尼諾 (2下,2分)、杭特·倫弗洛 (2下,4分) |   |   |   |   |   |   |   |   |   |   |    |   |

這場比賽由泰勒·格拉斯諾對決柳賢振。而柳賢振在第二局遭遇亂流，他先是被麥克·祖尼諾擊出2分砲，接著又被杭特·倫弗洛敲出滿貫砲黯然退場。
藍鳥隊整場比賽的亮點大概就是丹尼·簡森，他單場敲出雙響砲。不過都是陽春砲，無法有效幫助球隊追分。最後光芒隊8比2大勝藍鳥隊，順利挺進美聯分區賽。

## 紐約洋基對克里夫蘭印地安人
| 場次 | 客隊     | 比分  | 主隊             | 日期    | 場地     | 備註  |
| ---- | -------- | ----- | ---------------- | ------- | -------- | ----- |
| 1    | 紐約洋基 | 12：3 | 克里夫蘭印地安人 | 9月29日 | 進步球場 | [ 3 ] |
| 2    | 紐約洋基 | 10：9 | 克里夫蘭印地安人 | 9月30日 | 進步球場 | [ 4 ] |

### 9月29日 第一場
俄亥俄州，克里夫蘭，進步球場
| 紐約洋基 | 2 | 0 | 1 | 2 | 2 | 0 | 4 | 0 | 1 | 12 | 15 | 0 |
| 克里夫蘭印地安人 | 0 | 0 | 1 | 1 | 0 | 0 | 0 | 0 | 1 | 3  | 8  | 0 |
| 勝投： 格里特·柯爾 (1–0) 敗投： 沙恩·比柏 (0–1) 全壘打： 洋基：亞倫·賈吉 (1上,2分) 、葛雷伯·托雷斯 (5上,2分) 、布萊特·加德納 (7上,2分)、賈恩卡洛·斯坦頓 (9上,1分) 印地安人：Josh Naylor (4下,1分) |   |   |   |   |   |   |   |   |   |    |    |   |

第一場比賽兩隊就分別推出投手三冠王沙恩·比柏和最高薪投手格里特·柯爾正面對決。不過洋基隊靠著傷癒回歸的「法官」亞倫·賈吉敲出2分砲，馬上取得領先。
比柏雖然這年在例行賽大殺四方，不過這場比賽表現卻不如預期，他在3到5局都持續掉分。最後他僅投4.2局就被敲出9支安打失7分退場。
而洋基最後靠著柯爾7局13K失2分的好投加上打線的有效發揮，終場以12比3大勝印地安人，率先搶下一勝。

### 9月30日 第二場
俄亥俄州，克里夫蘭，進步球場
| 紐約洋基 | 0 | 1 | 0 | 4 | 1 | 2 | 0 | 0 | 2 | 10 | 8  | 0 |
| 克里夫蘭印地安人 | 4 | 0 | 0 | 0 | 2 | 0 | 2 | 1 | 0 | 9  | 10 | 2 |
| 勝投： 阿羅魯迪斯·查普曼 (1–0) 敗投： 布萊德·漢德 (0–1) 全壘打： 洋基：賈恩卡洛·斯坦頓（2上,1分）、吉奧·厄爾薛拉（4上,4分）、蓋瑞·桑契斯（6上,2分） 印地安人：無 |   |   |   |   |   |   |   |   |   |    |    |   |

相較於第一場一面倒的情勢，這場比賽就顯得刺激許多。印地安人在首局就敲出3支二壘安打拿下4分大局，不過洋基在2局和4局分別靠著賈恩卡洛·斯坦頓的陽春砲和吉奧·厄爾薛拉的滿貫砲以5比4超前。
5局下，落後2分的印地安人靠著荷西·拉米瑞茲的二壘安打追平比數。不過洋基靠著蓋瑞·桑契斯在6局上敲出的2分砲又取得領先。
7局下，查克·布里頓在拿下2出局後連續丟出2個保送。接替投球的Jonathan Loaisiga被代打Jordan Luplow敲出二壘安打，比賽又一次回到原點。
8局下，Loaisiga投出2個保送後退場。結果阿羅魯迪斯·查普曼第一球就被敲出安打，印地安人再度在比賽中領先。
9局上，印地安人推出今年救援成功率100%的布萊德·漢德上場。但他很快就造成無人出局滿壘的局面，而洋基靠著蓋瑞·桑契斯和D·J·勒馬修的安打逆轉比數。查普曼也順利關門成功，終場洋基以10比9驚險收下勝利，成功闖進美聯分區賽，將與光芒爭奪美聯冠軍賽的席次。
而這場比賽也創下一些紀錄：印地安人的Josh Naylor成為大聯盟第一個在季後賽前五個打席都順利擊出安打的選手。吉奧·厄爾薛拉成為洋基隊史第一位在季後賽敲出滿貫砲的三壘手。

## 休士頓太空人對明尼蘇達雙城
| 場次 | 客隊         | 比分 | 主隊         | 日期    | 場地     | 備註  |
| ---- | ------------ | ---- | ------------ | ------- | -------- | ----- |
| 1    | 休士頓太空人 | 4：1 | 明尼蘇達雙城 | 9月29日 | 標靶球場 | [ 7 ] |
| 2    | 休士頓太空人 | 3：1 | 明尼蘇達雙城 | 9月30日 | 標靶球場 | [ 8 ] |

### 9月29日 第一場
明尼蘇達州，明尼阿波利斯，標靶球場
| 休士頓太空人                                         | 0 | 0 | 0 | 0 | 0 | 0 | 1 | 0 | 3 | 4 | 8 | 0 |
| 明尼蘇達雙城                                         | 0 | 0 | 1 | 0 | 0 | 0 | 0 | 0 | 0 | 1 | 4 | 1 |
| 勝投： Framber Valdez (1–0) 敗投： Sergio Romo (0–1) |   |   |   |   |   |   |   |   |   |   |   |   |

這場比賽雙方先發投手扎克·格林基和前田健太上演投手戰。Z魔神4局僅失1分，而前田5局無失分。
雙城率先發難，3下靠著Nelson Cruz反方向二壘安打打進第1分，此後就毫無進帳。
5下，太空人以Framber Valdéz接替投球工作，雙城無人出局一二壘有人，但是太空人讓Byron Buxton、Max Kepler和Nelson Cruz悉數無功而返。
7上，太空人連續敲出三支一壘安打追平比數。
9上，太空人先連敲2支鳥安再連續2個出局，眼看喬治·史普林格的滾地球要讓這個半局結束，沒想到雙城游擊手荷黑·波朗柯發生致命的傳球失誤，讓太空人大難不死。荷西·奧圖維選到保送擠回超前分，接著Michael Brantley補上2分打點一壘安打，太空人攻下3分大局。
9下，雙城一出局一二壘，Alex Avila的棒次換上代打Astudillo，結果第1球就對曲球倉促出棒形成再見雙殺。
太空人以4：1贏球聽牌，而輸掉這場比賽之後，雙城寫下了季後賽17連敗的難堪紀錄。成為北美四大職業運動中，季後賽吞下最長連敗的隊伍。

### 9月30日 第二場
明尼蘇達州，明尼阿波利斯，標靶球場
| 休士頓太空人 | 0 | 0 | 0 | 1 | 0 | 0 | 1 | 0 | 1 | 3 | 5 | 1 |
| 明尼蘇達雙城 | 0 | 0 | 0 | 0 | 1 | 0 | 0 | 0 | 0 | 1 | 3 | 0 |
| 勝投： Cristian Javier (1–0) 敗投： Cody Stashak (0–1) 救援成功： Ryan Pressly (1) 全壘打： 太空人：卡洛斯·柯瑞亞 (7上,1分) 雙城：無 |   |   |   |   |   |   |   |   |   |   |   |   |

第二場比賽又是一場投手戰，雙方先發投手Jose Urquidy和José Berríos都只失1分。
7局上，卡洛斯·柯瑞亞敲出陽春砲打破僵局。
8下1出局，雙城本系列戰唯一能打回分數的Nelson Cruz獲得保送上壘，但這時換上了代跑Byron Boxton，結果下一棒不僅吞K，代跑也被牽制出局。
氣勢大傷的雙城，馬上在9上遭到天罰，凱爾·塔克敲安為太空人打回保險分。最後太空人以3：1再下一城，將雙城的季後賽連敗紀錄推進到了18場。

## 芝加哥白襪對奧克蘭運動家
| 場次 | 客隊       | 比分 | 主隊         | 日期    | 場地        | 備註   |
| ---- | ---------- | ---- | ------------ | ------- | ----------- | ------ |
| 1    | 芝加哥白襪 | 4：1 | 奧克蘭運動家 | 9月29日 | O.co 競技場 | [ 11 ] |
| 2    | 芝加哥白襪 | 3：5 | 奧克蘭運動家 | 9月30日 | O.co 競技場 | [ 12 ] |
| 3    | 芝加哥白襪 | 4：6 | 奧克蘭運動家 | 10月1日 | O.co 競技場 | [ 13 ] |

### 9月29日 第一場
加利福尼亞州，奧克蘭，O.co 競技場
| 芝加哥白襪 | 0 | 1 | 2 | 0 | 0 | 0 | 0 | 1 | 0 | 4 | 9 | 0 |
| 奧克蘭運動家 | 0 | 0 | 0 | 0 | 0 | 0 | 0 | 1 | 0 | 1 | 3 | 0 |
| 勝投： 盧卡斯·吉奧里托 (1–0) 敗投： 海蘇斯·盧札多 (0–1) 救援成功： 艾力士·克隆梅 (1) 全壘打： 白襪：亞當·恩格爾 (2上,1分)、荷西·阿布瑞尤 (3上,1分)、亞斯曼尼·葛蘭多 (8上,1分) 運動家：無 |   |   |   |   |   |   |   |   |   |   |   |   |

白襪隊在首戰推出今年曾投出無安打比賽的盧卡斯·吉奧里托，而他也以主投7局送出8次三振失1分的佳作展現自己的王牌身手。
運動家的新秀投手海蘇斯·盧札多在2、3兩局就被敲出2支全壘打失掉3分。兩隊在第8局又再攻下1分，終場白襪以4比1拿下外卡賽首勝。

### 9月30日 第二場
加利福尼亞州，奧克蘭，O.co 競技場
| 芝加哥白襪 | 0 | 0 | 0 | 0 | 0 | 0 | 0 | 2 | 1 | 3 | 10 | 5 |
| 奧克蘭運動家 | 2 | 2 | 0 | 1 | 0 | 0 | 0 | 0 | X | 5 | 7  | 0 |
| 勝投： 克里斯·巴希特 (1–0) 敗投： 達拉斯·凱戈 (0–1) 救援成功： Jake Diekman (1) 全壘打： 白襪：亞斯曼尼·葛蘭多 (8上,2分) 運動家：馬可斯·塞米恩 (2下,2分)、克里斯·戴維斯 (4下,2分) |   |   |   |   |   |   |   |   |   |   |    |   |

先輸一場的運動家派出甫拿下美聯單月最佳投手的克里斯·巴希特先發，而Bassitt主投7局送出5次三振僅失1分，成功壓制白襪打線。
另一邊，運動家打線在前四局就拿下5分，也將白襪先發達拉斯·凱戈打退場。雖然白襪在後面2局努力追分，不過還是以3比5敗下陣來。運動家成功扳平系列賽，成為美聯唯一一組打到第三場比賽的外卡賽組合。

### 10月1日 第三場
加利福尼亞州，奧克蘭，O.co 競技場
| 芝加哥白襪 | 0 | 1 | 2 | 0 | 1 | 0 | 0 | 0 | 0 | 4 | 12 | 1 |
| 奧克蘭運動家 | 0 | 0 | 0 | 4 | 2 | 0 | 0 | 0 | X | 6 | 8  | 1 |
| 勝投： 法蘭基·蒙塔斯 (1–0) 敗投： Evan Marshall (0–1) 救援成功： 利安·漢崔克斯（1） 全壘打： 白襪：路易斯·羅伯特（2上,1分） 運動家：尚恩·墨菲（4下,2分） |   |   |   |   |   |   |   |   |   |   |    |   |

這場運動家贏得有點驚險，前3局落後3分，4局下反攻，9棒尚恩·墨菲2分砲拉近差距，再靠白襪投手連續送保送，滿壘情況下，5棒麥特·歐森再被保送攻下超前分，單局就獲得5個保送；5局下，運動家又獲2次保送，3棒查德·賓德(Chad Pinder)2分打點安打拉大比數，終場運動家就以6：4晉級美聯分區系列賽。這也是運動家繼2006年後首次在季後賽贏下系列賽。